# Katori
Katori (香取市, Katori-shi) és una ciutat de la prefectura de Chiba, al Japó.
El 2015 tenia una població estimada de 81.065 habitants. Té una àrea total de 262,31 km².

## Geografia
Katori està situada a l'extrem nord-est de la prefectura de Chiba, al llarg del riu Tone.

### Municipalitats veïnes
- Prefectura de Chiba
  - Narita
  - Sōsa
  - Asahi
  - Kōzaki
  - Tako
  - Tōnoshō
- Prefectura d'Ibaraki
  - Inashiki
  - Itako
  - Kamisu

## Història
Després de la restauració Meiji, l'àrea de l'actual Katori estava ocupada pels pobles de Sawara i Omigawa, i les viles de Katori, Kanishi i Higashi-Daito (del districte de Katori des del 23 de maig de 1890). Katori esdevingué poble el 5 de maig de 1897. El 15 de març de 1951 la ciutat de Sawara fou fundada unint Katori, Sawara, Omigawa i Higashi-Daito. Sawara s'expandí l'11 de febrer de 1955 annexant les viles veïnes de Niijima, Okura, Mizuho i Tsunomiya.
El 25 de març de 2006, la ciutat actual de Katori fou creada quan Sawara annexà els pobles de Kurimoto, Omigawa i Yamada (del districte de Katori).